# Antoine Trial
Antoine Trial, född 13 oktober 1737 i Avignon, död 5 februari 1795 i Paris, var en fransk skådespelare i Paris. Han var bror till kompositören Jean-Claude Trial och far till kompositören Armand-Emmanuel Trial.

## Biografi
Antoine Trial föddes 1737 i Avignon. Han var bror till kompositören Jean-Claude Trial. Trial var korgosse vid Avignons katedral och flyttade 1764 till Paris. Han blev engagerad vid Comédie-Italienne i Paris. Trial blev uppskattad av publiken och det bidrog till hans musikaliska utbildning och livliga spel. Hans röst var inte lika bra som hans spel. Trial var anhängare av franska revolutionen. Efter reaktionen den 9 Thermidorreaktionen blev han osams med publiken och förlorade sin befattning i kommunens tjänst. På grund av det händelserna förgiftade han sig själv och dog 1795.
Efternamnet Trial har i liket med namnet Dugazon och Falcon blivit använda till vissa roller, såsom Trila ou 2:e Ténor (Mucks roll) i Reyers opera La Statue. Trial var far till kompositören Armand-Emmanuel Trial.